# Temporada da NBA de 2007–08
A temporada 2007–08 foi a 62ª da NBA e teve o Boston Celtics como campeão. A temporada regular começou a ser disputada no dia 30 de Outubro de 2007 e terminou no dia 16 de Abril de 2008. A Liga conta com 30 equipes, separadas por duas conferências e 6 divisões. Após a temporada regular foram disputados os playoffs, a partir de 19 de Abril de 2008, que classificou os campeões de cada conferência, Los Angeles Lakers e Boston Celtics, para as finais em Junho, onde o Boston saiu campeão após vencer a série por 4 jogos a 2.

## Eventos
- O All-Star Game foi disputado no New Orleans Arena, casa do New Orleans Hornets, em meados de fevereiro de 2008.
- Após 12 temporadas atuando pelo Minnesota Timberwolves, Kevin Garnett atua esse ano no Boston Celtics.
- O Brasil tem 4 jogadores na atual temporada, Anderson Varejão (Cleveland Cavaliers), Leandrinho (Phoenix Suns), Marquinhos (New Orleans Hornets) e Nenê (Denver Nuggets)
- O jogador Leandrinho marcou 39 pontos em um jogo no dia 10 de Novembro de 2007, sua melhor apresentação na NBA.[1]
- No dia 6 de Fevereiro o pivô Shaquille O´Neal se transferiu do Miami Heat para o Phoenix Suns após ser trocado pelo ala Shawn Marion e o armador Marcus Banks.
- No dia 19 de Março chegou ao fim a série de 22 vitórias consecutivas do Houston Rockets.[2]
- O Boston Celtics conquistou o seu 17º título depois de 22 anos de jejum, a equipe é a maior vencedora de todos os tempos.[3]

## Regulamento
É o mesmo da temporada passada. O campeonato tem três fases distintas: a pré-temporada (não vale para efeito de classificação e serve como preparação para as equipes), a temporada regular (em que as equipes buscam vagas para a fase final) e os playoffs (série de mata-matas que decidem o título de cada conferência e o de campeão geral).
As equipes fazem 82 jogos na temporada regular - que vai de 30 de Outubro de 2007 a 18 de abril de 2008 -, enfrentando duas vezes os rivais da outra Conferência (uma em casa e outra fora), quatro vezes os adversários da mesma divisão (duas em casa e duas fora) e três ou quatro vezes as equipes da mesma Conferência.
Classificam-se para os playoffs os campeões de cada divisão, mais as cinco equipes de melhor campanha dentro da Conferência, independentemente da divisão a que pertencem.
Os campeões de divisão ficam obrigatoriamente entre os quatro primeiros. A diferença este ano é que o terceiro cabeça-de-chave dos playoffs pode ser um time sem título de divisão, mas com melhor campanha. No entanto, os times classificados em 2 e 3 não garantem a vantagem do mando de quadra na fase decisiva.
Isso porque uma equipe pode vencer sua divisão, mas ainda assim ter desempenho inferior a outro time classificado para os playoffs. Neste caso, o direito de decidir o mata-mata em casa fica com a equipe de melhor aproveitamento na primeira fase.

## Classificação da Temporada Regular
| Conferência Leste    |                     |    |    |        |
| Divisão do Atlântico |                     |    |    |        |
| #                    | Equipe              | V  | D  | POR(%) |
| 1                    | Boston Celtics      | 66 | 16 | 80,5   |
| 2                    | Toronto Raptors     | 41 | 41 | 50,0   |
| 3                    | Philadelphia 76ers  | 40 | 42 | 48,8   |
| 4                    | New Jersey Nets     | 34 | 48 | 41,5   |
| 5                    | New York Knicks     | 23 | 59 | 28,0   |
| Divisão Central      |                     |    |    |        |
| #                    | Equipe              | V  | D  | POR(%) |
| 1                    | Detroit Pistons     | 59 | 23 | 72,0   |
| 2                    | Cleveland Cavaliers | 45 | 37 | 54,9   |
| 3                    | Indiana Pacers      | 36 | 46 | 43,9   |
| 4                    | Chicago Bulls       | 33 | 49 | 40,2   |
| 5                    | Milwaukee Bucks     | 26 | 56 | 31,7   |
| Divisão Sudeste      |                     |    |    |        |
| #                    | Equipe              | V  | D  | POR(%) |
| 1                    | Orlando Magic       | 52 | 30 | 63,4   |
| 2                    | Washington Wizards  | 43 | 39 | 52,4   |
| 3                    | Atlanta Hawks       | 37 | 45 | 45,1   |
| 4                    | Charlotte Bobcats   | 32 | 50 | 39,0   |
| 5                    | Miami Heat          | 15 | 67 | 18,3   |

| Conferência Oeste   |                        |    |    |        |
| Divisão Noroeste    |                        |    |    |        |
| #                   | Equipe                 | V  | D  | POR(%) |
| 1                   | Utah Jazz              | 54 | 28 | 65,9   |
| 2                   | Denver Nuggets         | 50 | 32 | 61,0   |
| 3                   | Portland Trail Blazers | 41 | 41 | 50,0   |
| 4                   | Minnesota Timberwolves | 22 | 60 | 26,8   |
| 5                   | Seattle SuperSonics    | 20 | 62 | 24,4   |
| Divisão do Pacífico |                        |    |    |        |
| #                   | Equipe                 | V  | D  | POR(%) |
| 1                   | Los Angeles Lakers     | 57 | 25 | 69,5   |
| 2                   | Phoenix Suns           | 55 | 27 | 67,1   |
| 3                   | Golden State Warriors  | 48 | 34 | 58,5   |
| 4                   | Sacramento Kings       | 38 | 44 | 46,3   |
| 5                   | Los Angeles Clippers   | 23 | 59 | 28,0   |
| Divisão Sudoeste    |                        |    |    |        |
| #                   | Equipe                 | V  | D  | POR(%) |
| 1                   | New Orleans Hornets    | 56 | 26 | 68,3   |
| 2                   | San Antonio Spurs      | 56 | 26 | 68,3   |
| 3                   | Houston Rockets        | 55 | 27 | 67,1   |
| 4                   | Dallas Mavericks       | 51 | 31 | 62,2   |
| 5                   | Memphis Grizzlies      | 22 | 60 | 26,8   |

## NBA Playoffs
|  | Primeira Rodada | Primeira Rodada | Primeira Rodada |   |              | Semifinais da Conferência | Semifinais da Conferência | Semifinais da Conferência |  |   | Finais da Conferência | Finais da Conferência | Finais da Conferência |  |   | NBA Finais | NBA Finais | NBA Finais |
|  |                 |                 |                 |   |              |                           |                           |                           |  |   |                       |                       |                       |  |   |            |            |            |
|  | 1               | Boston*         | 4               |   |              |                           |                           |                           |  |   |                       |                       |                       |  |   |            |            |            |
|  | 8               | Atlanta         | 3               |   |              |                           |                           |                           |  |   |                       |                       |                       |  |   |            |            |            |
|  | 8               | Atlanta         | 3               |   | 1            | Boston                    | 4                         |                           |  |   |                       |                       |                       |  |   |            |            |            |
|  |                 |                 |                 |   | 1            | Boston                    | 4                         |                           |  |   |                       |                       |                       |  |   |            |            |            |
|  |                 | 4               | Cleveland       | 3 |              |                           |                           |                           |  |   |                       |                       |                       |  |   |            |            |            |
|  | 4               | 4               | Cleveland       | 3 | Cleveland    | 4                         |                           |                           |  |   |                       |                       |                       |  |   |            |            |            |
|  | 4               |                 |                 |   | Cleveland    | 4                         |                           |                           |  |   |                       |                       |                       |  |   |            |            |            |
|  | 5               | Washington      | 2               |   |              |                           |                           |                           |  |   |                       |                       |                       |  |   |            |            |            |
|  | 5               | Washington      | 2               |   |              |                           |                           |                           |  | 1 | Boston                | 4                     |                       |  |   |            |            |            |
|  |                 |                 |                 |   |              |                           |                           |                           |  | 1 | Boston                | 4                     |                       |  |   |            |            |            |
|  |                 | 2               | Detroit         | 2 |              |                           |                           |                           |  |   |                       |                       |                       |  |   |            |            |            |
|  | 3               | 2               | Detroit         | 2 | Orlando*     | 4                         |                           |                           |  |   |                       |                       |                       |  |   |            |            |            |
|  | 3               |                 |                 |   | Orlando*     | 4                         |                           |                           |  |   |                       |                       |                       |  |   |            |            |            |
|  | 6               | Toronto         | 1               |   |              |                           |                           |                           |  |   |                       |                       |                       |  |   |            |            |            |
|  | 6               | Toronto         | 1               |   | 3            | Orlando                   | 1                         |                           |  |   |                       |                       |                       |  |   |            |            |            |
|  |                 |                 |                 |   | 3            | Orlando                   | 1                         |                           |  |   |                       |                       |                       |  |   |            |            |            |
|  |                 | 2               | Detroit         | 4 |              |                           |                           |                           |  |   |                       |                       |                       |  |   |            |            |            |
|  | 2               | 2               | Detroit         | 4 | Detroit*     | 4                         |                           |                           |  |   |                       |                       |                       |  |   |            |            |            |
|  | 2               |                 |                 |   | Detroit*     | 4                         |                           |                           |  |   |                       |                       |                       |  |   |            |            |            |
|  | 7               | Philadelphia    | 2               |   |              |                           |                           |                           |  |   |                       |                       |                       |  |   |            |            |            |
|  | 7               | Philadelphia    | 2               |   |              |                           |                           |                           |  |   |                       |                       |                       |  | 1 | Boston     | 4          |            |
|  |                 |                 |                 |   |              |                           |                           |                           |  |   |                       |                       |                       |  | 1 | Boston     | 4          |            |
|  |                 | 1               | LA Lakers       | 2 |              |                           |                           |                           |  |   |                       |                       |                       |  |   |            |            |            |
|  | 1               | 1               | LA Lakers       | 2 | LA Lakers*   | 4                         |                           |                           |  |   |                       |                       |                       |  |   |            |            |            |
|  | 1               |                 |                 |   | LA Lakers*   | 4                         |                           |                           |  |   |                       |                       |                       |  |   |            |            |            |
|  | 8               | Denver          | 0               |   |              |                           |                           |                           |  |   |                       |                       |                       |  |   |            |            |            |
|  | 8               | Denver          | 0               |   | 1            | LA Lakers                 | 4                         |                           |  |   |                       |                       |                       |  |   |            |            |            |
|  |                 |                 |                 |   | 1            | LA Lakers                 | 4                         |                           |  |   |                       |                       |                       |  |   |            |            |            |
|  |                 | 4               | Utah            | 2 |              |                           |                           |                           |  |   |                       |                       |                       |  |   |            |            |            |
|  | 4               | 4               | Utah            | 2 | Utah*        | 4                         |                           |                           |  |   |                       |                       |                       |  |   |            |            |            |
|  | 4               |                 |                 |   | Utah*        | 4                         |                           |                           |  |   |                       |                       |                       |  |   |            |            |            |
|  | 5               | Houston         | 2               |   |              |                           |                           |                           |  |   |                       |                       |                       |  |   |            |            |            |
|  | 5               | Houston         | 2               |   |              |                           |                           |                           |  | 1 | LA Lakers             | 4                     |                       |  |   |            |            |            |
|  |                 |                 |                 |   |              |                           |                           |                           |  | 1 | LA Lakers             | 4                     |                       |  |   |            |            |            |
|  |                 | 3               | San Antonio     | 1 |              |                           |                           |                           |  |   |                       |                       |                       |  |   |            |            |            |
|  | 3               | 3               | San Antonio     | 1 | San Antonio  | 4                         |                           |                           |  |   |                       |                       |                       |  |   |            |            |            |
|  | 3               |                 |                 |   | San Antonio  | 4                         |                           |                           |  |   |                       |                       |                       |  |   |            |            |            |
|  | 6               | Phoenix         | 1               |   |              |                           |                           |                           |  |   |                       |                       |                       |  |   |            |            |            |
|  | 6               | Phoenix         | 1               |   | 3            | San Antonio               | 4                         |                           |  |   |                       |                       |                       |  |   |            |            |            |
|  |                 |                 |                 |   | 3            | San Antonio               | 4                         |                           |  |   |                       |                       |                       |  |   |            |            |            |
|  |                 | 2               | New Orleans     | 3 |              |                           |                           |                           |  |   |                       |                       |                       |  |   |            |            |            |
|  | 2               | 2               | New Orleans     | 3 | New Orleans* | 4                         |                           |                           |  |   |                       |                       |                       |  |   |            |            |            |
|  | 2               |                 |                 |   | New Orleans* | 4                         |                           |                           |  |   |                       |                       |                       |  |   |            |            |            |
|  | 7               | Dallas          | 1               |   |              |                           |                           |                           |  |   |                       |                       |                       |  |   |            |            |            |

 *Campeões da Divisão

## Finais da NBA
| Data        |        | Resultado |        | Local       | + Pontos            | + Rebotes           | + Assistêcias      | série           |
| 5 de Junho  | Lakers | 88 - 98   | Boston | Boston      | K. Garnett (BOS) 24 | K. Garnett (BOS) 13 | R. Rondo (BOS) 7   | BO 1-0          |
| 8 de Junho  | Lakers | 102 - 108 | Boston | Boston      | K. Bryant (LAL) 30  | K. Garnett (BOS) 14 | R. Rondo (BOS) 16  | BO 2-0          |
| 10 de Junho | Boston | 81 - 87   | Lakers | Los Angeles | K. Bryant (LAL) 36  | P. Gasol (LAL) 12   | K. Garnett (BOS) 5 | BO 2-1          |
| 12 de Junho | Boston | 97 - 91   | Lakers | Los Angeles | P. Pierce (BOS) 20  | K. Garnett (BOS) 11 | K. Bryant (LAL) 10 | BO 3-1          |
| 15 de Junho | Boston | 98 - 103  | Lakers | Los Angeles | P. Pierce (BOS) 38  | K. Garnett (BOS) 14 | P. Pierce (BOS) 8  | BO 3-2          |
| 17 de Junho | Lakers | 92 - 131  | Boston | Boston      | K. Garnett(BOS) 26  | K. Garnett(BOS) 14  | P. Pierce(BOS) 10  | BO 4-2          |
| 19 de Junho | Lakers | -         | Boston | Boston      | sem necessidade     | sem necessidade     | sem necessidade    | sem necessidade |

## Líderes de estatísticas NBA 2007-08

### Temporada Regular
| Categoria        | Jogador       | Equipe              | Estat. |
| ---------------- | ------------- | ------------------- | ------ |
| Pontos por jogo  | LeBron James  | Cleveland Cavaliers | 30.0   |
| Rebote por jogo  | Dwight Howard | Orlando Magic       | 14.2   |
| Assist. por jogo | Chris Paul    | New Orleans Hornets | 11.6   |
| Bolas roubadas   | Chris Paul    | New Orleans Hornets | 2.71   |
| Tocos por jogo   | Marcus Camby  | Denver Nuggets      | 3.6    |

## Ligações Externas
- NBA.com site oficial em inglês
- NBA.com.br versão do site oficial em português